# Yurajcocha
Yurajcocha, Tintayari ou Huampuni est un lac au Pérou situé dans la région de Junín, province de Huancayo, district de Chongos Alto. Yurajcocha se trouve au nord du lac Acchicocha et au nord-est de Huichicocha. Le lac appartient au bassin versant de la rivière Mantaro.    